# Malinao (Albay)
Pour les articles homonymes, voir Malinao.
Malinao est une municipalité de la province d'Albay, aux Philippines.
Sa population est de 42 770 habitants au recensement de 2010 sur une superficie de 107 km2, subdivisée en 29 barangays.